# Vicente Carlos Kiaziku
Vicente Carlos Kiaziku OFMCap. (ur. 28 czerwca 1957 w Kimacaka-Bamba) – angolski duchowny rzymskokatolicki, od 2009 biskup M’banza-Kongo.

## Życiorys
Święcenia kapłańskie przyjął 2 czerwca 1985 w zakonie kapucynów. Był m.in. wykładowcą seminarium w Uíje, mistrzem nowicjatu i postulatu, a także radnym generalnym i definitorem zgromadzenia.
5 stycznia 2009 został mianowany biskupem M’banza-Kongo, zaś 8 marca 2009 przyjął sakrę biskupią z rąk bp. Anastácio Kahango.